# Marko Andić
Marko Andić (Servisch: Марко Андић) (Požega, 14 december 1983) is een Servisch voetballer die meestal als links- of rechtsback speelt. Hij verruilde in 2017 FK Spartak Subotica voor FK Metalac Gornji Milanovac. Voordien speelde hij voor onder meer Lierse SK, KSC Lokeren en FC Brussels.

## Carrière
Andić startte zijn carrière bij de Servische tweedeklasser FK Sevojno. In 2005 haalde Lierse SK hem naar België. Onder trainers Paul Put, René Trost en Kjetil Rekdal was de Serviër twee seizoenen lang een vaste waarde bij de Pallieters. Lierse eindigde zowel in het seizoen 2005/06 als in het seizoen daarop voorlaatste. In 2006 kon het zich redden via de eindronde, maar in 2007 degradeerde de club naar Tweede klasse. Andić kon daarop genieten van interesse van KSC Lokeren en FC Brussels. De Serviër koos voor Lokeren, waar hij onder trainer Georges Leekens nauwelijks aan spelen toekwam. In de winter van 2008 werd hij uitgeleend aan FC Brussels, waar hij wél een vaste waarde werd maar waarmee hij op het einde van het seizoen voor het tweede seizoen op rij degradeerde.
In 2008 liet Andić de Belgische competitie na drie jaar achter zich en tekende hij voor het Hongaarse Videoton FC. In 2009 won hij er met de Ligakupa zijn eerste prijs. Nadat in het seizoen 2009/10 de landstitel nipt verspeeld werd aan Debreceni VSC plaatste Videoton zich voor de Europa League, maar daarin werd de club meteen uitgeschakeld door het Sloveense NK Maribor. Videoton kroonde zich in het seizoen 2010/11 wel voor het eerst in de clubgeschiedenis tot Hongaars landskampioen.
Na de landstitel met Videoton ging Andić in Cyprus voetballen: eerst vier seizoenen bij Anorthosis Famagusta, daarna nog één seizoen bij Nea Salamis Famagusta FC. Bij beide clubs was Andić een vaste waarde. In 2016 keerde de Serviër terug naar zijn vaderland, waar hij eerst voor FK Spartak Subotica ging spelen en nadien voor FK Metalac Gornji Milanovac.

## Erelijst
Videoton FC
- Hongaars landskampioen

2010/11
- Ligakupa

2009